# Caradrina mendica
Caradrina mendica là một loài bướm đêm trong họ Noctuidae.